# Ziłantowski Monaster Zaśnięcia Matki Bożej

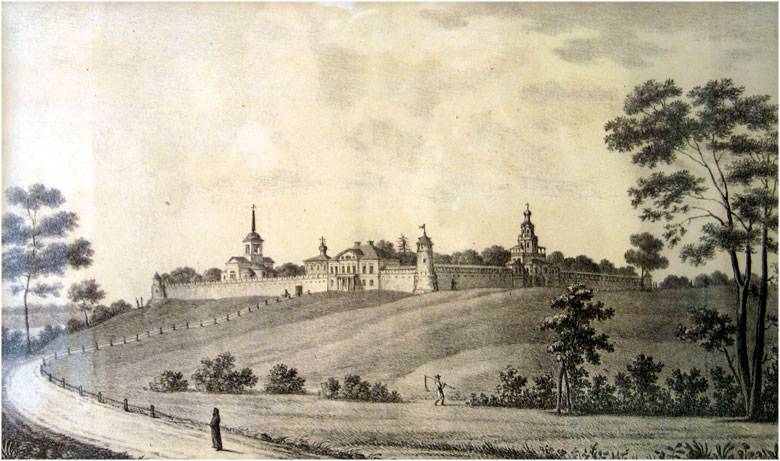
Ziłantowski Monaster Zaśnięcia Matki Bożej

Ziłantowski Monaster Zaśnięcia Matki Bożej – prawosławny klasztor w Kazaniu. Założony w 1552 jako męski, obecnie jest monasterem żeńskim. 
Monaster powstał w 1552 w pobliżu zbiorowego grobu rosyjskich żołnierzy zabitych w czasie oblężenia i zdobycia Kazania. Ponieważ miejsce to było często zalewane, wspólnota przeniosła się w siedem lat później na Górę Ziłantową. W XVII wieku kompleks budynków klasztoru został rozbudowany: w 1625 wzniesiony główny sobór pod wezwaniem Zaśnięcia Matki Bożej, w 1720 cerkiew św. Aleksego oraz cerkiew św. Włodzimierza oraz kompleks budynków mieszkalnych i gospodarskich. Klasztor był w latach 1732–1740 siedzibą seminarium duchownego w Kazaniu, następnie mnisi prowadzili w nim szkołę. W latach 1829–1850 przełożonym wspólnoty był archimandryta Gabriel (Woskriesienski), autor pierwszej w Rosji wielotomowej historii filozofii. 
Koniec XIX i początek XX wieku był okresem szybkiego rozwoju monasteru. Od 1890 prowadziła do niego linia kolejowa. W 1909, kiedy przełożonym klasztoru był archimandryta Sergiusz (Zajcew), przebywało w nim 34 mnichów. W sierpniu 1918 liczba ta spadła do 10. W tym samym roku Kazań został zajęty przez Korpus Czechosłowacki i oddziały Władimira Kappela, które wbrew woli zakonników rozmieściły na Górze Ziłantowej stanowisko artyleryjskie. 10 września Kazań został odbity przez Armię Czerwoną. Wszyscy mnisi Monasteru Ziłantowskiego zostali uznani za współpracowników białych i bez sądu rozstrzelani pod murem klasztoru. Z egzekucji zdołał uratować się jeden zakonnik, wzięty za zabitego. Schronił się on w monasterze św. Jana Chrzciciela w Kazaniu i opowiedział tam historię śmierci innych mnichów, którzy w 1998 zostali kanonizowani (Męczennicy Ziłantowskiego Monasteru Zaśnięcia Matki Bożej). W opustoszałym klasztorze zamieszkały mniszki, jednak i one na początku lat 20. zostały zmuszone do porzucenia tego trybu życia. Pierwotne zabudowania monasterskie zostały niemal całkowicie zniszczone. 
W 1998 ruiny klasztoru zostały zwrócone eparchii kazańskiej i tatarstańskiej Rosyjskiego Kościoła Prawosławnego. Obecnie monaster, jako żeński, ponownie jest czynny, zaś ze zniszczeń odbudowane zostały cerkwie Zaśnięcia Matki Bożej, św. Włodzimierza, Świętej Trójcy, jak również dom mieszkalny z celami mniszek.